# Satisfied
Satisfied is een nummer van de Amerikaanse zanger Richard Marx. Het is de eerste single van zijn tweede studioalbum Repeat Offender uit 1989. Het nummer werd op 5 mei van dat jaar op single uitgebracht.
De single werd een grote hit in Marx' thuisland de Verenigde Staten, waar de nummer 1-positie werd bereikt in de Billboard Hot 100. In Canada werd de 2e positie bereikt, in Australië de 42e positie. In Europa had de plaat niet echt veel succes. In het Verenigd Koninkrijk werd slechts de 52e positie in de UK Singles Chart bereikt en in Duitsland de 42e.
In Nederland, waar de plaat veel werd gedraaid op Radio 3 en mede hierdoor een radiohit werd, bereikte de plaat de 15e positie in de Nederlandse Top 40 en de 25e positie in de Nationale Hitparade Top 100.
In België werden zowel de Vlaamse Ultratop 50 als de Vlaamse Radio 2 Top 30 niet bereikt.